# Jordi III d'Erbach
Jordi III d'Erbach (en alemany Georg III von Erbach-Erbach) va néixer a la ciutat alemanya d'Erbach el 15 de juliol de 1548 i va morir a la mateixa ciutat el 16 de febrer de 1605. Era fill d'Eberhard XIV d'Erbach (1511-1564) i de Margarida de Salm-Dhaun (1521-1576).

## Matrimoni i fills
El 15 de juliol de 1572 es va casar a Umstadt amb Anna de Solms-Laubach (1557-1586), filla del comte Frederic Magnus (1521-1561) i de la comtessa Agnès de Wied (1521-1588). El matrimoni va tenir dotze fills:
- Agnès Maria (1573-1634), casada amb Enric XVIII de Reuss-Obergreiz (1563-1616)
- Eberhard, nascut i mort el 1574
- Frederic Magnus (1575-1618), casat primer amb Cristina de Hessen-Darmstadt (1578-1596), i després amb Joana Enriqueta d'Oettingen-Oettingen (1578-1619).
- Margarida (1576-1635), casada amb Lluís Eberhard d'Oettingen-Oettingen (1577-1634).
- Anna Amàlia (1577-1630), casada primer amb Frederic I de Salm-Neufville (1547-1608) i després amb Enric IV de Daun (1563-1628).
- Elisabet (1578-1645), casada amb Enric II de Limpurg-Sintheim (1573-1637).
- Lluís I (1579-1643), casat primer amb Juliana de Waldeck-Wildungen (1587-1622) i després amb Joana de Sayn-Wittgenstein (1604-1666).
- Àgata (1581-1621), casada amb Jordi Frederic de Baden-Durlach (1573-1638).
- Anna (1582-1650), casada amb Felip Jordi de Leiningen-Dagsburg-Falkenburg (1582-1627).
- Maria (1583-1584)
- Joan Casimir (1584-1627)
- Bàrbara (1585-1591)

Vidu el 1586, es va tornar a casar a Greiz l'1 de novembre de l'any següent amb Dorotea de Reuss-Plauen (1566-1591), amb qui va tenir tres fills:
- Dorotea Sabina (1588-1589)
- Jordi Enric (1590-1591)
- Maria Salomé nascuda i morta el 1591.

I el 2 d'agost de 1592 es va casar per tercera vegada, a Corbach, amb Maria de Barby-Mühlingen (1563-1619), filla d'Albert X de Barby-Mühlingen (1534-1595) i de Maria d'Anhalt-Zerbst (1538-1563). Aquest tercer matrimoni va tenir sis fills:
- Dorotea (1593-1643), casada amb Lluís Eberhard de Hohenlohe (1590-1650)
- Frederic Cristià, nascut i mort el 1594.
- Cristina (1596-1646), casada amb Guillem de Nassau-Siegen (1592-1642).
- Jordi Albert (1597-1647), casat primer amb Magdalena de Nassau-Dillenburg (1595-1633), després amb Anna Dorotea de Limpurg-Gaildorf (1612-1634), i finalment amb Elisabet Dorotea de Hohenlohe-Waldenburg-Schillingsfürst (1617-1655)
- Elisabet Juliana (1600-1640), casada primer amb Jordi Lluís de Löwenstein-Scharfeneck (1587-1633), i després amb Johan Baner (1596-1641)
- Lluïsa Juliana (1603-1670), casada amb Ernest de Sayn-Wittgenstein (1594-1632).